# Angelica capitellata
 (décembre 2023).
Espèce
Classification phylogénétique
Angelica capitellata, qui a pour synonyme Sphenosciadium capitellatum, est une espèce de plantes à fleur de la famille des Apiaceae. C'est une plante herbacée originaire d'Amérique du Nord.
Lorsqu'elle était dénommée Sphenosciadium capitellatum, c'était la seule espèce du genre Sphenosciadium. Elle est aussi connue sous les noms communs de « woollyhead parsnip » en anglais (panais laineux en français), ou « boutons de rangers » ou « persil en bouton » et enfin « têtes blanches des marais ».
Ses synonymes sont :
- Selinum capitellatum (A.Gray) Benth. & Hook.f. ex S.Watson
- Sphenosciadium capitellatum A.Gray
- Selinum capitellatum var. scabrum Munz
- Selinum eryngiifolium Greene
- Selinum validum Congdon
- Phenosciadium eryngiifolium (Greene) J.M.Coult. & Rose

## Description

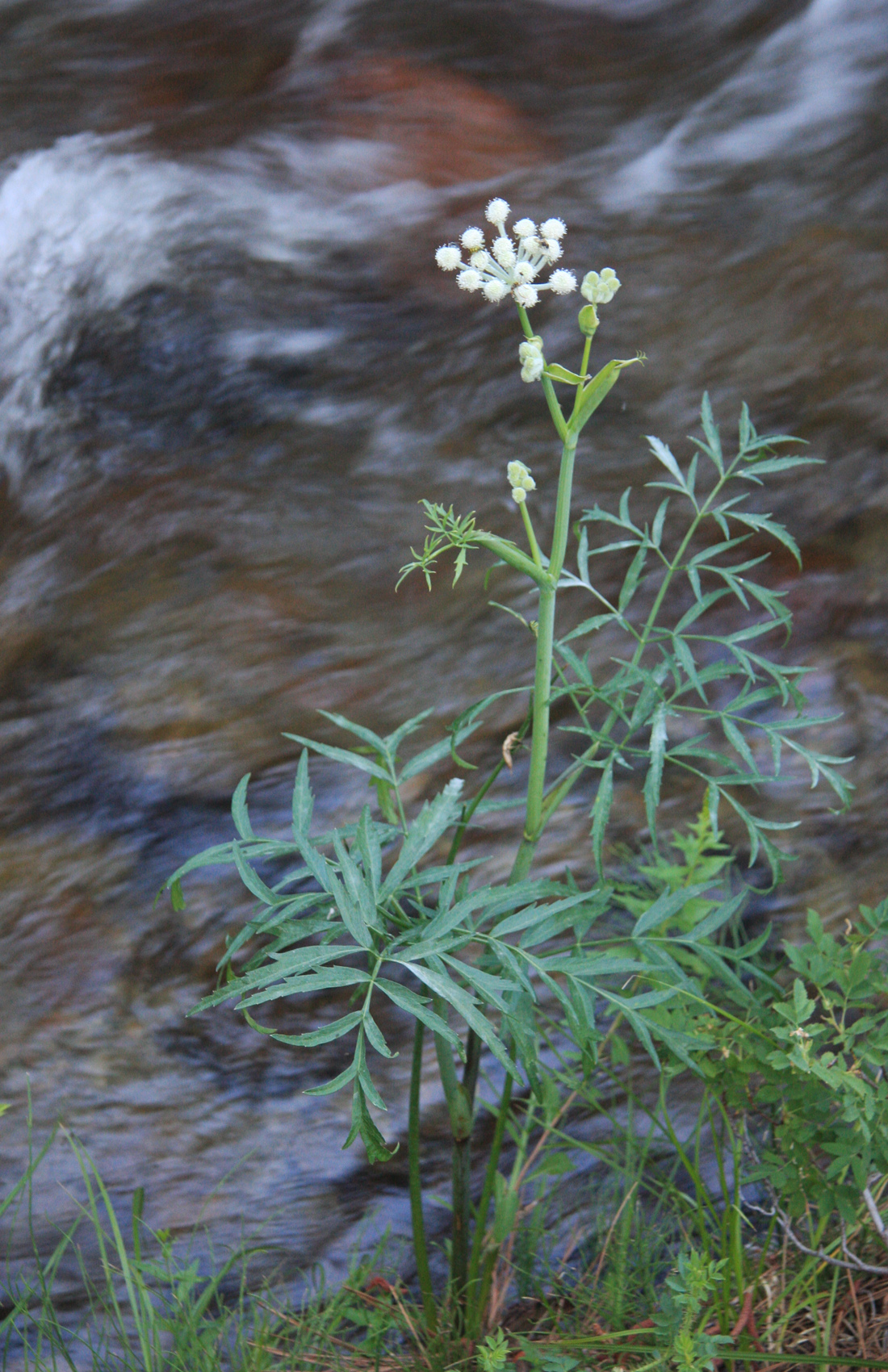
Feuillage à feuilles doublement pennées.

C'est une plante herbacée vivace robuste poussant à partir d'une racine tuberèreuse et produisant une tige dressée dépassant souvent 1 m de hauteur et atteignant parfois 2,1 m au total. La tige et les feuilles sont généralement vertes mais parfois presque blanches, lisses en dessous mais avec des poils rugueux sur l'inflorescence. Les feuilles mesurent 10-40 cm de longueur et sont divisées en plusieurs segments qui portent des folioles largement espacées. Les folioles peuvent également être finement divisés en petits segments.
L'inflorescence est une ombelle composée blanchâtre d'environ 10 cm de diamètre, avec de nombreuses branches. Elle fleurit de juillet à août. Les ombellettes terminales, presque sphériques, en forme de tête, contiennent de nombreuses petites fleurs blanches ou teintées de violet, dont les étamines saillantes les font paraître très floues en pleine floraison.

## Répartition et habitat
La plante est originaire de l'ouest de l'Amérique du Nord, de l'est de l'Oregon et du centre de l'Idaho au Nevada et à la Californie du sud, atteignant  Basse-Californie. Elle pousse dans les habitats humides, tels que les bords de ruisseaux et les prairies.
Les « plantes à boutons de rangers » sont assez similaires aux autres grandes ombellifères qui partagent des habitats similaires comme Angelica Lineariloba et le panais de vache ou berce laineuse (Heracleum lanatum), mais ces espèces ont des feuilles de forme très différentes, et les deux autres ont des petites ombelles avec des fleurs bien distinctes, contrairement aux boules serrées sur les « boutons de rangers ».

## Toxicité
L'espèce est répertoriée dans l'ouvrage « Plantes toxiques d'Amérique du Nord » (2001).